# Luky James
Luky James (ur. 23 lipca 1992) – piłkarz nigerski grający na pozycji obrońcy. Jest wychowankiem klubu AS Douanes Niamey.

## Kariera klubowa
Swoją karierę piłkarską James rozpoczął w klubie AS Douanes Niamey. W 2011 roku zadebiutował w jego barwach w nigerskiej Ligue 1.

## Kariera reprezentacyjna
W 2013 roku James został powołany do reprezentacji Nigru na Puchar Narodów Afryki 2013.